# 1997년 로스앤젤레스 영화 비평가 협회상
제23회 로스앤젤레스 영화 비평가 협회상은 1997년 영화를 대상으로 1997년 12월 투표를 받은 시상식이다.

## 수상 및 후보

### 작품상
- LA 컨피덴셜

### 감독상
- LA 컨피덴셜 - 커티스 핸슨 수상

### 남우주연상
- 사도 - 로버트 듀발 수상

### 여우주연상
- 도브 - 헬레나 본햄 카터 수상

### 남우조연상
- 부기 나이트 - 버트 레이놀즈 수상

### 여우조연상
- 부기 나이트 - 줄리안 무어 수상

### 각본상
- LA 컨피덴셜 - 커티스 핸슨 수상
- LA 컨피덴셜 - 브라이언 헬겔랜드 수상

### 촬영상
- LA 컨피덴셜 - 단트 스피노티 수상

### 미술상
- 타이타닉 - 피터 라몬트 수상

### 음악상
- 쿤둔 - 필립 글래스 수상

### 외국어영화상
- 프로메제

### 다큐멘터리상
- 라이딩 더 레일스

### 애니메이션상
- 크리스마스의 정신
- 헤라클레스 - 론 클레멘츠 수상

### 독립영화상
- 피니쉬드 - William E. Jones 수상

### 신인상
- 리노의 도박사 - 폴 토마스 앤더슨 수상
- 부기 나이트 - 폴 토마스 앤더슨 수상

### 특별공헌상
- 피터 보그다노비치 수상